# Alfred von Buttlar Moscon
Maria Alfred baron Buttlar Moscon, avstrijski pisatelj, pesnik, prevajalec in publicist, * 8. december 1898, Celovec, † 24. september 1972, Dunaj.

## Življenje
Alfred se je rodil v Dvorcu Sekula (nemško Zigguln) na vzpetini Kalvarija (nemško Kreuzbergl) (517 m), ki stoji severozahodno od središča Celovca in velja za hišni breg mesta. Njegova mati Maria Anneta baronica Moscon je umrla en dan po tem, ko je v sedmem mesecu nosečnosti rodila Alfreda. Stara je bila 31 let. Njegov oče je bil Richard Wilhelm Karl baron Buttlar zu Brandenfels, imenovan Treusch, cesarskokraljevi komornik, podmaršal in krilni pribočnik cesarja Franca Jožefa I.
16. decembra 1902 se je oče v Linzu ponovno poročil z Gabriele baronico Gagern (* 1872) in tako otroku omogočil nadaljnji razvoj pod materinsko oskrbo. Alferd je končal zasebno šolo in 29. aprila 1909 po najvišjem sklepu (cesarski »Allerhöchste Entschließung«) prejel dovoljenje do uporabe priimka Moscon po svoji pokojni materi.
Alfred von Buttlar-Moscon, kot se je sedaj imenoval, je po maturi študiral pravo in umetnostno zgodovino na Univerzi Karla Franca v Gradcu. V času tamkajšnjega študiija je spoznal Juliusa Franza Schütza in Bruna Ertlerja ter ob njunem navdihu napisal svoje prve pesmi in tako odkril svoje nagnjenje k pisanju.
Ko se je proti koncu prve svetovne vojne že nakazovala razpolovitev Štajerske (na avstrijski in slovenski del), se je še ne polnoleten odločno zavzel za materino dediščino. Tako je leta 1922 začel upravljati posestvo Gospostva Pišece. Za to obsežno, približno 700 ha veliko domeno z gradom, ki je bila od leta 1595 neprekinjeno v lasti rodbine Moscon in je bila od leta 1753 določena za fideikomis, so namreč s težavo skrbeli njegovi 80-letni stari starši, odkar je bila Spodnja Štajerska priključena h Kraljevini SHS.
Urejanje dediščinskih postopkov in zadev glede spremembe lastništva je bilo v povojnem času zaradi nestabilnih pravnih razmerij v kraljevini skrajno zapleteno in se je vleklo več kot eno leto. Šele 28. julija 1925 je lahko Alfred kot šesti fideikomisni gospod prevzel gospostvo od svojega deda Juliusa Franza Alfreda barona Moscona († 1927), sicer uglednega poslanca Štajerskega deželnega in Avstrijskega državnega zbora, naprednega posestnika, gospodarstvenika in župana Pišec. Alfred pri gospodarjenju ni bil tako uspešen kot njegov ded.
Še pred tem se je 27. julija 1921 v Brežicah poročil z Imo (Irmingard) Gatzemeier, 21-letno hčerjo generalmajorja nekdanje Avstro-ogrske skupne vojske. V zakonu sta se jima rodila dva otroka. Ta zakon je bil 5. aprila 1932 v Zagrebu razveljavljen, potomcem pa je sodišče v Ljubljani v razsodbi z dne 29. decembra 1932 odvzelo zakonskost in pravico do uporabe priimka Buttlar Moscon.
Alfred je bil zadnji Moscon, ki je bil lastnik Gospostva Pišece, in zadnji potomec te rodbine sploh. Po drugi svetovni vojni je živel in deloval na Dunaju, kjer se je ukvarjal s pisanjem in prevajanjem. Prevajal je v nemščino, in sicer iz francoščine, srbščine, hrvaščine in slovenščine. Leta 1961 je za svoje literarno ustvarjanje prejel nagrado Nikolausa Lenaua. Njegova žena Ima je bila pravtako pisateljica in prevajalka.

## Dela

### Lirika
- Im Kreis der Gestalten, Kulturpolitischer Verlag, Leipzig, 1936.
- Wanderer zwischen Tag und Traum, Verlag Volk u. Reich, Praga, 1944.
- Mariae Glockenspiel, Amandus-Edition, Dunaj, 1947.
- Es pocht an deiner Tür, Rohrer, Dunaj, 1957.

### Epika
- Das Kartäuserkloster Seitz; v:  Südsteiermark, Ein Gedenkbuch, Gradec, 1925.
- Kronprinz Rudolf, Wancura, Dunaj, 1960.

### Prevodi
- Antun Branko Šimić, Vladimir Vidric, Dragutin Domjanić in drugi: Kroatiens Seele im Lied, Europa-Verlag, Zagreb, 1943, iz hrvaščine.
- Dragutin Domjanić: Heiden blüht, Zagreb, 1943, iz hrvaščine.
- Vladimir Nazor: Der Hirte Loda, Zsolnay, Dunaj, 1949, iz hrvaščine.
- Henri Daniel-Rops: Paulus, Eroberer für Christus, Herold Verlag, Dunaj, 1951, iz francoščine.
- Stevan Sremac: Popen sind auch nur Menschen, Wancura, Dunaj, 1955, iz srbščine.
- Jean Amila (Jean Meckert): Schwurgericht, Wancura, Dunaj, 1956, iz francoščine.
- André Brincourt: Das grüne Paradies, Wancura, Dunaj, 1957, iz francoščine.
- Oton Župančič: Panorama moderner Lyrik, Mohn, Gütersloh, 1960, iz slovenščine.
- France Bevk, Anton Ingolič, Ciril Kosmač, Prežihov Voranc in drugi: Jugoslawien erzählt, Frankfurt a. M., Fischer Bücherei, 1964, iz srbščine, hrvaščine in slovenščine.